# Ogovia aliena
Ogovia aliena är en fjärilsart som beskrevs av Holland 1920. Ogovia aliena ingår i släktet Ogovia och familjen nattflyn. Inga underarter finns listade i Catalogue of Life.